# 국도 제332호선 (일본)
국도 제332호선(일본어: 国道332号)은 오키나와현 나하시의 나하 국제공항과 메이지바시를 서로 오가는 일반 국도 노선 중의 하나이다. 그러나 오키나와현에서 가장 짧은 국도 노선이기도 하다. 그래서 이 도로도 역시 성격상 미나토 국도 노선이지만, 실제 연장은 일본 164번 국도와 마찬가지로 실제 총 연장이 3km에 불과하다. 

## 주요 특징
이 도로는 2006년 당시 나하 공항의 새 여객터미널에서 늘어나고 있는 도로가 국도 노선에 추가로 편입되었을 무렵부터 2009년까지 약 3년간 구 공항 여객터미널에서 도로와 더불어 지도상에서 기점이 2곳이나 위치하게 될 정도로 양다리에 놓인 특이한 국도 노선이다.

## 연혁
- 1953년 : 이 지역이 미국 신탁통치령 치하에 들어간 시절에는 류큐 군도(軍道) 제7호선으로 지정
- 1972년 : 오키나와현이 공식적으로 일본에 주권을 회복하자마자 이와 동시에 국도 승격, 당시 군도 노선인 나하 항만시설에서 가키하나 교차로까지 이어주는 구간과 함께 오키나와 정부도 제7호선 중 나하 공항~나하 군항 입구 사이의 구간에 한정하여 국도 제332호선으로 정식 지정
- 1983년 이후 연혁 : 이 문서를 참고하라.

## 지리
- 통과하는 지자체 : 유일하게 오키나와현 나하시 단 1곳이다.
- 중복되는 구간 : 가키하나 교차로에서 메이지바시의 남측 지점 사이의 구간 한정 국도 제331호선과 겹쳐진다.
- 접촉 가능한 도로 : 국도 제58호선, 국도 제331호선